# Campeonato Piauiense de Futebol de 1982
O Campeonato Piauiense de Futebol de 1982 foi o 42º campeonato de futebol do Piauí. A competição foi organizada pela Federação Piauiense de Desportos e o campeão foi o Tiradentes.

## Premiação
| Campeonato Piauiense de Futebol de 1982 |
| --------------------------------------- |
| TIRADENTES Campeão (4º título)          |